# Rhouazi
Rhouazi  (in arabo اغوازي‎?) è un centro abitato e comune rurale del Marocco situato nella provincia di Taounate, regione di Fès-Meknès. Conta una popolazione di 18 081 abitanti (censimento 2014).